# Rudolf Voderholzer
Rudolf Voderholzer, né le 9 octobre 1959, est un prélat catholique allemand, évêque de Ratisbonne depuis 2013.

## Biographie
Rudolph est né à Munich le 9 octobre 1959, il passe son enfance dans sa ville natale dans le quartier de Sendling. Il publie au début des années 1970 conjointement avec sa mère qui est autobiographe : Wir sind vier Geschwister (Nous sommes quatre frères et sœurs) et Eine lustige Familie (Une drôle de famille). Il étudie ensuite à l'université Louis-et-Maximilien de Munich, où il a obtenu une maîtrise en 1985 et un diplôme en théologie en 1986, il est ordonné prêtre le 17 juin 1987, par le cardinal Friedrich Wetter ordinaire de Munich et Freising. Il est envoyé comme aumônier à Traunreut, Haar et Zorneding. En 1992, il devient l'assistant de Gerhard Ludwig Müller professeur de théologie dogmatique à l'université Louis-et-Maximilien de Munich. Il obtient un doctorat en théologie en 1997. En 2004, il termine sa période d'habilitation universitaire, et la même année il commence à travailler dans le département de la croyance et de sciences de la Religion et de philosophie à l'université de Fribourg, il est à la tête du département de 2004 à 2005.
De 2005 jusqu'en 2013, il est professeur de dogmatique et d'histoire du dogme à la faculté de théologie de l'université de Trèves.
Le 6 décembre 2012, il a été nommé évêque de Ratisbonne. Il reçoit la consécration épiscopale le 26 janvier 2013, du cardinal Reinhard Marx, archevêque de Munich et Freising, assisté de l'ancien évêque de Ratisbonne, Gerhard Ludwig Müller, et l'évêque de Pilsen, František Radkovský (cs). Il choisit la devise Christus in vobis spes gloriae.

## Succession apostolique
Rudolf Voderholzer a ordonné les évêques suivants :
- Évêque Josef Graf (2015)